# 方素珍
方素珍（1957年—），宜蘭縣羅東人，台灣兒童繪本作家，1975年開始從事兒童文學相關創作，著有《娃娃的眼睛》、《祝你生日快樂》、《一隻豬在網路上》等與兒童文學有關的創作、翻譯等七十餘冊。

## 學歷
- 輔仁大學教育心理系

## 作品[3]
- 《明天要遠足：方素珍童詩精選集》（ISBN13 9789863208129），小天下，作者：方素珍
- 《娃娃的眼睛》
- 《祝你生日快樂》
- 《一隻豬在網路上》
- 《媽媽心.媽媽樹》
- 《閃電魚尼克》，小康軒，作者：方素珍，繪者： 方素珍、江書婷

## 得獎
- 洪建全兒童文學獎
- 國語日報兒童文學牧笛獎

## 相關
- 淡江大學楊道揆訪問王金選和方素珍、李如青、胡其瑞、林秀穗、廖健宏、陳素燕、黃麟傑、蔡秀敏等一共九位現任臺灣繪本作家，寫成畢業論文。[4]。

- 國立清華大學賴梓雲曾研究方素珍創作的繪本並寫成碩士畢業論文《方素珍童話故事研究》[5][6]。
- 聯合新聞網報導方素珍[7]。